# オレンジベイフーズ
オレンジベイフーズ株式会社は、愛媛県八幡浜市保内町宮内に本社を置く食品会社。

## 概要
アメリカのOSIグループ、スターゼン、西南開発が共同出資し、ハンバーガーパティの製造を行う企業として設立。
日本マクドナルドへの全国的なハンバーガーパティ（肉）の安定供給体制の確立、西日本地区での製造能力確保を目的としている。製造したハンバーグパティは、日本マクドナルドの他、会員制倉庫型卸売小売店、一般消費者向けスーパーなどにも供給されている。2015年1月からは八幡浜市内の小中学校の「リクエスト給食」にオレンジベイフーズで作った「ハンバーガーパティ」を提供している。

## 沿革
- 2009年5月 - 「オレンジベイフーズ株式会社」設立。
- 2010年3月 - 操業開始。
- 2014年10月 - ふるさと企業大賞（総務大臣賞）受賞[3]。

## 社会貢献
- 外国語や国際理解に関する資料を充実してほしいとの願いから、2012年度から地元八幡浜市の図書館へ寄付を続けている[4]。八幡浜市保内図書館では、外国語で書かれた絵本や子供向けの外国を紹介した資料などを購入している[4]。